# Flying Wild Hog
Flying Wild Hog Sp. z o.o. — польський розробник відеоігор зі штаб-квартирою у Варшаві. У листопаді 2020 року студію придбали Embracer Group, зробивши її однією з дочірніх компаній свого оперативного підрозділу Koch Media.

## Історія
Flying Wild Hog була заснована в квітні 2009 року вихідцями з компаній City Interactive, People Can Fly і CD Projekt RED — Томашем Бараном, Міхалем Жустаком і Клаудішем Жихом у Варшаві, Польща. Перша гра студії, Hard Reset випущена у вересні 2011 року, була розроблена на основі їх власного ігрового рушія Road Hog Engine. У квітні 2012 року розробники також випустили безкоштовне доповнення до неї, Hard Reset: Exile. У вересні 2013 року компанія випустила перезапуск однойменної гри 1997 року, Shadow Warrior, видавцем якої виступили Devolver Digital, а в 2015 році було анонсовано сиквел Shadow Warrior 2, з орієнтовною датою релізу в 2016 році. 7 грудня 2015 року Flying Wild Hog відкрили дочірній підрозділ у Кракові на чолі з Міхалем Куком.
У березні 2019 року інвестиційна компанія Supernova Capital, заснована колишнім директором Splash Damage, Полом Веджвудом, придбали Flying Wild Hog, забезпечивши студії фінансову стабільність для майбутніх проєктів. Станом на листопад 2019 року Flying Wild Hog працювали над трьома неанонсованими на той час відеоіграми: Shadow Warrior 3 з видавцем Devolver Digital, Evil West, видану Focus Home Interactive та Space Punks за участі Jagex. Усі три, разом із Trek to Yomi під видавництвом Devolver Digital, вийшли у 2022 році. Того ж року команда також відмовилася від використання власного рушія Road Hog Engine у своїх наступних проєктах на користь Unreal Engine 4 від Epic Games.
У листопаді 2020 року Embracer Group повідомили про придбання Flying Wild Hog через одного зі своїх оперативних підрозділів, Koch Media, який і став материнською компанією студії.

## Розроблені відеоігри
| Рік  | Назва             | Платформи                                                                                   | Видавці                          | Дж.    |
| ---- | ----------------- | ------------------------------------------------------------------------------------------- | -------------------------------- | ------ |
| 2011 | Hard Reset        | Microsoft Windows                                                                           | Flying Wild Hog                  | [ 20 ] |
| 2013 | Shadow Warrior    | Microsoft Windows, Linux, macOS, PlayStation 4, Xbox One                                    | Devolver Digital                 | [ 21 ] |
| 2014 | Juju              | Microsoft Windows, Android, PlayStation 3, Xbox 360                                         | Flying Wild Hog                  | [ 22 ] |
| 2016 | Hard Reset Redux  | Microsoft Windows, PlayStation 4, Xbox One                                                  | Gambitious Digital Entertainment | [ 23 ] |
| 2016 | Shadow Warrior 2  | Microsoft Windows, PlayStation 4, Xbox One                                                  | Devolver Digital                 | [ 24 ] |
| 2020 | Devolverland Expo | Microsoft Windows                                                                           | Devolver Digital                 | [ 25 ] |
| 2022 | Shadow Warrior 3  | Microsoft Windows, PlayStation 4, PlayStation 5, Xbox One, Xbox Series X/S                  | Devolver Digital                 | [ 26 ] |
| 2022 | Trek to Yomi      | Microsoft Windows, Nintendo Switch, PlayStation 4, PlayStation 5, Xbox One, Xbox Series X/S | Devolver Digital                 | [ 27 ] |
| 2022 | Evil West         | Microsoft Windows, PlayStation 4, PlayStation 5, Xbox One, Xbox Series X/S                  | Focus Entertainment              | [ 28 ] |
| 2022 | Space Punks       | Microsoft Windows, PlayStation 5, Xbox Series X/S                                           | Jagex                            | [ 29 ] |